# Mambwe (Distrikt)
Mambwe ist einer von fünfzehn Distrikten in der Provinz Ostprovinz in Sambia. Er hat eine Fläche von 5725 km² und es leben 119.310 Menschen in ihm (2022). Die Hauptstadt ist Mambwe. Der Distrikt wurde 1998 gegründet.

## Geografie
Der Distrikt befindet etwa 400 Kilometer nordöstlich von Lusaka. Er liegt im Mittel auf einer Höhe von etwa 900 m und fällt im Westen, im Tal des Luangwa, bis auf etwa 500 m ab. Die Nordgrenze wird vom Lunagwa gebildet. Einen Teil der Westgrenze bildet dessen Nebenfluss Lusangazi.
Der Distrikt grenzt im Norden an den Distrikt Lumezi, im Osten an Chipangali, im Süden an Kasenengwa und Katete, im Westen an Lusangazi, und im Nordwesten an Lavushimanda und Mpika in der Provinz Muchinga.
Mambwe ist in 13 Wards aufgeteilt:
- Chikowa
- Chipapa
- Jumbe
- Kakumbi
- Kasamanda
- Malama
- Mdima
- Mnkhanya
- Mphomwa
- Msoro
- Ncheka
- Nsefu
- Nyakatokoli

### Gewässer
Neben dem Lunagwa und dessen Nebenfluss Lusangazi wären noch  erwähnen wäre der Fluss Lupande, der den Distrikt von Süd nach Nord durchfließt, und der Msandile von Ost nach West zu erwähnen.

### Vegetation
Einen großen Teil des Distriktes nimmt das Lupande Schutzgebiet ein. Im Nordwesten grenzt der Südluangwa-Nationalpark an. Mambwe hat eine vielfältige Vegetation. Es dominieren drei Typen von Wald:
- Miombo-Wälder – Sie kommen hauptsächlich auf hohen, steilen Hügeln, flachen Böden und freiliegenden Felsen vor.
- Munga-Wald – Munga ist ein umgangssprachlicher Begriff für Akazienarten. Die Vegetation wird von Arten dieser Gattung dominiert, durchsetzt mit Combretum und Terminalia.
- Mopane-Wald – Dies ist eine umgangssprachliche Bezeichnung für Colophospermum Mopane und wird auf Wälder angewendet, in denen diese Art vorherrscht. Es kommt auf hydromorphen Tonen im unteren Tal sowie auf steinigen Böden vor.

Darüber hinaus gibt es Uferwälder und Grasland in den Mäandergürteln.

## Bevölkerung
Der Distrikt wird überwiegend von Kunda und Chewa bevölkert. Die Kunda machen etwa 80 Prozent der Bevölkerung aus, die Chewa etwa 20 Prozent. Früher ging man davon aus, das die Bevölkerung von den benachbarten Bisa abstammt, aber sie sind enger mit den Nsenga verwandt. Die Chewa stammen ursprünglich aus Malawi und sind über die Hochebene zugewandert. Die Kunda wiederum sollen aus dem Königreich Luba stammen. Dazu kommen einige Tumbukas, die aus dem Norden zugewandert sind.
Der Distrikt veranstaltet jedes Jahr im Oktober die Kunda-Zeremonie, die Malaila, bei der die Tötung der sogenannten „Bestie“ gefeiert wird, die zuvor die Menschen terrorisierte.
Das Kunda-Volk ist matrilinear, daher treten die Neffen die Nachfolge der Häuptlinge an.

## Sozialleben
Dem Distrikt mangelt es an Freizeitmöglichkeiten. Der Bierkonsum ist hoch.
Es kam vereinzelt zu Konflikten zwischen Mensch und Tier.

## Wirtschaft
Die beiden größten Wirtschaftsfaktoren im Distrikt sind Landwirtschaft und Tourismus. Der Tourismus gründet stark auf der Nähe zum angrenzenden Südluangwa-Nationalpark.
Dennoch ist das Einkommensniveau im Distrikt niedrig, was auf die mangelnde Entwicklung der Landwirtschaft zurückzuführen ist. Viele Menschen betreiben Subsistenzlandwirtschaft. Üblicherweise werden bis zu drei Hektar pro Haushalt bewirtschaftet. Hauptsächlich werden Ochsen zum Pflügen eingesetzt. Die durchschnittliche Familiengröße beträgt sechs Personen pro Haushalt. Davon sind in der Regel zwischen zwei und vier Personen berufstätig, um die Familie zu ernähren. Die meisten Landwirte verbringen durchschnittlich vier bis fünf Stunden auf dem Feld, während der Rest der Familie andere Aufgaben erledigt.
Die häufigsten Feldfrüchte sich Mais und Sorghum. Der Mais wird zu Mehl verarbeitet und die Hirse wird zum Bierbrauen verwendet. Es werden auch Sonnenblumen und Erdnüsse zur Herstellung von Speiseöl angebaut. Und schließlich Baumwolle. Ein Teil des gebrauten Bieres und des aus Erdnüssen und Sonnenblumen hergestellten Speiseöls wird gegen Bargeld verkauft, während Teile dieser Produkte für den Eigenbedarf reserviert sind. Die gesamte angebaute Baumwolle wird verkauft. Im trockenen Jahr 2005 wurden 16.823 Personen als von Hunger bedroht verzeichnet und 1615 Tonnen Getreide als Nahrungsmittelhilfe angefordert.

## Infrastruktur

### Verkehr
Der Distrikt ist über die Great East Road gut zu erreichen. Es gibt das Kamoto-Krankenhaus der Reformierten Kirche mit 62 Betten, das 85 Kilometer von Chipata entfernt liegt. Es gibt kein Postamt im Distrikt. Elektrizität wurde 2005 für die Stadt Mwambwe zugesagt. Ein ausgebautes Flugfeld für größere Flugzeuge liegt in Mfue.

### Bildung
Die Alphabetisierungsrate im Distrikt ist mit 33 Prozent niedrig. Im Distrikt gibt es nur drei Privatschulen, die Grundschulunterricht anbieten, aber insgesamt gibt es 34 Grundschulen, fünf weiterführende Schulen und 28 Gesamtschulen.